# Luis Malvárez
Luis Enrique Malvárez Portillo (Montevideo, Uruguay, 21 de julio de 1961) es un exfutbolista uruguayo. 

## Biografía
Se inició en el Danubio Fútbol Club de Uruguay, club con el que logró la primera clasificación del club para jugar la Copa Libertadores en 1978.
Fue transferido luego a solicitud del entrenador de Estudiantes de La Plata, Carlos Bilardo, para conformar el equipo campeón del Campeonato de Primera División 1982 (Argentina) -  Metropolitano (soberanía) 1982 - Torneo que arrancó el 18 de julio de 1982 y terminó con la última fecha jugada el 14 de febrero de 1983 contra Talleres de Córdoba.
Desde 1985 fue jugador de San Lorenzo de Almagro, el cual se encontraba en un difícil situación económica que le había hecho perder la categoría y su estadio años anteriores (1982).
De regreso en la categoría mayor del fútbol argentino, Malvárez debutó en San Lorenzo con una victoria por 4 a 0,  el 17 de febrero de 1985 por el Campeonato Nacional, ante el Club Otamendi de Mar del Plata. Jugó en el club 160 partidos.
En 1985 la situación se mantenía muy difícil y durante un entrenamiento dentro del vestuario, comenta con otro jugador de las pocas facilidades que contaban y es cuando comenta: “nosotros somos como los camboyanos”. Esa frase dará origen al apodo del equipo de esos años, apodo que se recuerda hoy todavía.
El conjunto azulgrana de San Lorenzo fue el segundo equipo que defendió, cinco fueron las temporadas en los de Boedo (desde el 1985 a 1989).
Fue histórico su enfrentamiento deportivo con el puntero zurdo del Independiente de aquella época [Alfaro Moreno], protagonistas ambos de la esperada “batalla” cuando se median frente a frente.
Se mancomunaba la garra y la maña del lateral con la habilidad y destreza del jugador del equipo de Avellaneda.
Estando casi un quinquenio en el equipo, lo llevó a ser uno de los dos uruguayos que más tiempo defendió a “los cuervos” en toda su historia.
Fue transferido a la Argentinos Juniors en 1989 estando apenas un año en el club.
En el año 1991, paso a Club de Gimnasia y Esgrima La Plata (el otro equipo grande de la ciudad de las diagonales junto con Estudiantes de La Plata), fue donde se despidió, por primera vez, como jugador de fútbol.
Fue contratado a fines de 1991 por el Club Atlético Alvarado para afrontar el torneo del Interior 91-92 que otorgaba dos plazas para el Campeonato Nacional "B". El Club, que había logrado el título de la Liga Marplatense de fútbol de 1990, conformó un plantel dirigido técnicamente por Carlos Horacio Miori. El torneo inició el 3 de noviembre de 1991, Malvarez jugó 9 partidos hasta enero de 1992. Se desvinculó al inicio de la segunda fase del torneo.
En el año 1993 acordó su ingreso para jugar la temporada 93/94 en el Club Social y Cultural Deportivo Laferrere. El equipo que había llegado meteóricamente en cinco años de la Primera D al Nacional B, tenía serias intenciones de llegar por primera vez en su historia (fue fundado el 9 de julio de 1956) a Primera División. Lucho jugó en Laferrere 29 encuentros.
Hacia mediados de 1994, Malvárez acordó su incorporación con Atlanta para el torneo de la 1.ª B Metropolitana temporada 1994-1995, del fútbol argentino. Jugó 16 partidos. El técnico de ese equipo fue Jorge Ribolzi. Se desvinculó de Atlanta en febrero de 1995. FInalmente su carrera como jugador de fútbol había terminado.

## Equipos
| Equipo                                     | Temporadas | Partidos | Goles |
| ------------------------------------------ | ---------- | -------- | ----- |
| Danubio                                    | 1977-1981  | 107      | 2     |
| Estudiantes de La Plata                    | 1982-1984  | 73       | 1     |
| San Lorenzo de Almagro                     | 1985-1989  | 160      | 2     |
| Argentinos Juniors                         | 1989       | 27       | 1     |
| Club de Gimnasia y Esgrima La Plata        | 1990-1991  | 31       | 1     |
| Club Atlético Alvarado                     | 1992-1993  | 9        | 0     |
| Club Social y Cultural Deportivo Laferrere | 1993-1994  | 29       | 0     |
| Club Atlético Atlanta                      | 1994-1995  | 16       | 0     |
| Total en su carrera                        | 1977-1995  | 452      | 7     |

## Títulos
| Título                        | Club                    | País      | Año  |
| ----------------------------- | ----------------------- | --------- | ---- |
| Primera División de Argentina | Estudiantes de La Plata | Argentina | 1982 |

- Datos: Q2917922